# Angloamerika
Angloamerika je regija Severne Amerike, kjer prevladuje angleščina kot glavni jezik in ki je tudi sicer kulturno vezana na Severno Evropo, kot nasprotje Latinski Ameriki, kjer prevladuje kulturni vpliv Španije in Portugalske. Geografsko zajema večji del Kanade razen francosko govorečih območij, Združene države Amerike in druge angleško govoreče dele Amerik.